# ФК Тролхетан
ФК Тролхетан (първите две думи на английски, третата на шведски: Football Club Trollhättan) е шведски футболен отбор от едноименния град Тролхетан. От 2010 г. се състезава се във второто ниво на шведската футбол група Суперетан.